# Mon voisin le loup-garou
Pour plus de détails, voir Fiche technique et Distribution.
Mon voisin le loup-garou (Never Cry Werewolf ; titre DVD : The Werewolf Next Door) est un téléfilm canadien réalisé par Brenton Spencer et diffusé aux États-Unis le 11 mai 2008 sur Sci-Fi Channel.

## Synopsis
À 16 ans, Loren et sa famille ont un nouveau voisin, Jared.
Ce bel homme célibataire et mystérieux vit avec son chien.
Loren devient suspicieuse quand plusieurs jeunes femmes du voisinage disparaissent. Elle se rend vite compte que son voisin n'est autre qu'un loup-garou. Jared s'intéresse vite à Loren car elle ressemble à sa femme disparue, Melissa. Loren et son frère décident de se débarrasser de ce voisin.

## Fiche technique
- Titre original : Never Cry Werewolf
- Titre français : Mon voisin le loup-garou[1] ou The Werewolf Next Door[1] (titre DVD)
- Réalisation : Brenton Spencer
- Scénario : John Sheppard
- Pays d'origine :  Canada
- Langue originale : anglais
- Format : couleur
- Genre : Horreur
- Durée : 87 minutes
- Dates de sortie :
  -  États-Unis : 11 mai 2008
  -  France : 24 mars 2010 (sorti en DVD[1])

 Sauf indication contraire, les informations mentionnées dans cette section peuvent être confirmées par la base de données cinématographiques IMDb,  présente dans la section « Liens externes ».

## Distribution
- Kevin Sorbo (VF : Jérôme Keen) : Redd Tucker
- Nina Dobrev (VF : Céline Melloul) : Loren Hansett
- Peter Stebbings : Jared Martin
- Melanie Leishman (VF : Ludivine Maffren) : Angie Bremlock
- Billy Otis : Charles Pope
- Sean O'Neill (VF : Yannick Blivet) : Steven Kepkie
- Kelly Fiddick : Clerk
- Greg Calderone : Guy Taylor
- Spencer Van Wyck (VF : Vincent de Bouard) : Kyle Hansett
- Chad Martin : le paramédical #1
- Anwar Knight : Talk show host

 Source et légende : version française (VF) sur RS Doublage

## Production
Le téléfilm s'inspire d'un film de vampire culte des années 1980, Vampire, vous avez dit vampire ? (Fright Night), remplaçant le vampire par un loup-garou.